# Ernest Droese
Ernest Droese, auch Ernest Dröse (* 7. Dezember 1817 in Thorn, Westpreußen; † 19. April 1891 in Mussoorie, Uttarakhand, Himalaya, Indien) war ein deutscher Missionar und Übersetzer.

## Leben
Der gelernte Silberschmied besuchte das Seminar der Berliner Missionsgesellschaft, die ihn 1842 nach Indien aussandte. Dort suchte er zunächst in Ghazipur (Uttar Pradesh) und Benares (heute Varanasi, Uttar Pradesh) den christlichen Glauben zu verbreiten.
1849 schloss Droese sich der Church Missionary Society (CMS) an und wirkte fortan in Bhagalpur (Bihar), wo er, unterstützt durch die britische Kolonialmacht, eine Kirche sowie Schulen und Waisenhäuser errichtete. Sein Fokus lag schließlich auf der Evangelisierung des im Rajmahal-Bergland (Jharkhand) lebenden Volks der Pahari. In ihre dravidische Sprache Malto übersetzte er Bibelteile und verfasste Grammatiken und Wörterbücher. Zudem wirkte er unter den Santal. 1888 ging er in den Ruhestand und zog sich nach Mussoorie (Masuri) zurück.  

## Werke
- Introduction to the Malto Language, Agra 1884 (u.ö.).